# 王鏡聞
王 鏡聞（ワン・キョンムン、1991年9月12日 - ）は、ジャパンラグビーリーグワン九州電力キューデンヴォルテクスに所属するラグビー選手。

## プロフィール
- 韓国出身[1]。
- ポジションは2番 フッカー (HO)
- 身長 175 cm、体重 100 kg
- ニックネームはワン。
- 弟の授榮もラグビー選手[2]。

## 来歴
2010年、朝明高校卒業後、大阪体育大学に入る。なお朝明高校時代、高校日本代表候補に選ばれたことがある。　
2014年、大阪体育大学卒業後、近鉄ライナーズ(現・花園近鉄ライナーズ)に加入。同年12月7日に行われたジャパンラグビートップリーグ2ndステージ第2節のリコーブラックラムズ戦に途中出場で公式戦初出場を果たす。
2018年、宗像サニックスブルースに加入。
2021年、神戸製鋼コベルコスティーラーズ(現・コベルコ神戸製鋼スティーラーズ)に加入。
2023年、九州電力キューデンヴォルテクスに加入。